# Faculdade de Economia, Administração e Contabilidade da Universidade de São Paulo
A Faculdade de Economia, Administração, Contabilidade e Atuária da Universidade de São Paulo (FEA USP) é uma instituição pública de ensino e pesquisa mundialmente reconhecida pela excelência de sua produção acadêmica e de seus cursos, tanto de graduação quanto pós-graduação. Sediada na Cidade Universitária Armando de Salles Oliveira, a estrutura física da faculdade é composta por um complexo de seis prédios e pelo Espaço de Vivência Norberto Nehring.
Com mais de 76 anos de existência, a FEA USP surgiu com o objetivo de preparar profissionais de Administração, Economia, Contabilidade e Atuária para suprir as necessidades dos grandes centros do Brasil. Seu objetivo inicial, que permanece até hoje, é a formação de profissionais que contribuam para a sociedade de maneira positiva.
Décadas após sua criação, a FEA USP é referência nacional e internacional nas áreas que abrange. Nivelando suas atividades pelos altos padrões da Universidade de São Paulo e aliando o conhecimento sobre a realidade brasileira com os referenciais e conhecimentos metodológicos das mais renomadas instituições internacionais, a faculdade é destaque entre as demais na formação de economistas, administradores e especialistas em Contabilidade e Atuária.

## Histórico[2]
- 1946 - Fundação da FEA USP sob o nome de Faculdade de Ciências Econômicas e Administrativas (FCEA USP).
- 1946 - Fundação do Centro Acadêmico Visconde de Cairu (CAVC), entidade representativa dos alunos, homenageando o famoso conselheiro econômico da monarquia portuguesa no Brasil.
- 1955 - Fundação da Associação Atlética Acadêmica Visconde de Cairu (AAAVC) para realizar a coordenação das atividades esportivas.
- 1964 - Os professores Mário Wagner Vieira da Cunha, Paul Singer e Lenina Pomeranz são afastados da faculdade por uma comissão criada pelo reitor Gama e Silva, que buscava expurgar elementos considerados subversivos na sequência do golpe militar.[3]
- 1964 - Portaria federal transforma a estrutura didática adaptando-a às exigências dos currículos mínimos federais. São estabelecidos cinco cursos de graduação: Ciências Econômicas, Ciências Contábeis, Ciências Atuariais, Administração de Empresas e Administração Pública.
- 1964 - Surge o Instituto de Pesquisas Econômicas (IPE) e são criados os cursos de pós-graduação.
- 1969 - Mudança do nome para Faculdade de Economia e Administração (FEA USP) e a reorganização em três Departamentos: (1) Economia, (2) Administração e (3) Contabilidade e Atuária.
- 1969 - Fusão dos cursos de Administração de Empresas e Administração Pública.
- 1971 - Mudança para a Cidade Universitária Armando de Salles Oliveira.
- 1986 - A Comissão de Cooperação Internacional (CCInt FEA) é criada para dinamizar a integração dos alunos de graduação com universidades de outros países.
- 1988 - Mudança do nome para Faculdade de Economia, Administração e Contabilidade mantendo a sigla FEA USP.
- 1990 - Fundação da FEA Júnior como a primeira empresa júnior multidisciplinar brasileira.[4]
- 1992 - Fundada a FEA Ribeirão Preto.
- 1997 - Começa a reforma do edifício principal (FEA1) com suporte financeiro das Fundações e do Programa Parceiros da FEA USP e a construção de novos prédios.
- 2006 - O curso de Atuária volta a ser ministrado.
- 2000 - Fundado o Cursinho FEAUSP.
- 2007 - É fundada a Liga de Mercado Financeiro FEA USP
- 2012 - A nova biblioteca (FEA4) é aberta ao público
- 2013 - Fundado o GENERAS - Núcleo FEAUSP de Pesquisa e Extensão em Gênero, Raça e Sexualidade, cadastrado no Diretório dos Grupos de Pesquisa no CNPq
- 2015 - Fundado o eLab (Laboratório de Empreendedorismo-FEA USP) por alunos e alunas da graduação.

## Cursos oferecidos
Segundo o Regimento da FEA USP, a faculdade e seus departamentos podem oferecer cursos de graduação nas áreas de Administração de Empresas, Administração Pública, Economia, Contabilidade e Ciências Atuariais. A partir da reforma universitária de 1969, contudo, os cursos de Administração de Empresas e Administração Pública foram fundidos em um único curso de Administração. O ingresso nos cursos de graduação da faculdade se dá anualmente através da Fuvest e do ENEM.
A FEA USP também oferece quatro cursos de pós-graduação. Três programas possuem o caráter acadêmico, sendo eles em Contabilidade e Controladoria (PPGCC), Economia (PPGE) e Administração (PPGA). Há também o Mestrado Profissional em Empreendedorismo (MPE), de responsabilidade do departamento de administração. 

## Diretoria
O cargo mais importante da estrutura interna da FEA USP é o de diretor. Atualmente, os diretores da faculdade são eleitos para mandatos de quatro anos. Desde a última década, vigora um sistema de rotação informal entre os três departamentos para a escolha do diretor da FEA USP. Em geral, alternam-se um diretor oriundo do Departamento de Economia, um do Departamento de Contabilidade e Atuária, e um do Departamento de Administração, assim sucessivamente.

### Lista de Diretores da FEA USP[6]
- 1946-1946 - José Reis
- 1946-1947 - Ernesto de Moraes Leme
- 1947-1950 - Brenno Arruda
- 1950-1954 - Theotônio Maurício Monteiro de Barros
- 1954-1957 - Alice Piffer Canabrava
- 1957-1960 - Ruy Aguiar da Silva Leme
- 1960-1963 - Dirceu Lino de Mattos
- 1963-1966 - Dirceu Lino de Mattos
- 1966-1970 - José Francisco de Camargo
- 1970-1974 - Laerte de Almeida Moraes
- 1974-1978 - José Francisco de Camargo
- 1978-1979 - Affonso Celso Pastore
- 1979-1983 - Sérgio de Iudícibus
- 1983-1987 - Jacques Marcovitch
- 1987-1990 - Roberto Brás Matos Macedo
- 1990-1994 - Eduardo Pinheiro Gondim Vasconcellos
- 1994-1998 - Denisard Cnéio de Oliveira Alves
- 1998-2002 - Eliseu Martins
- 2002-2006 - Maria Tereza Leme Fleury
- 2006-2010 - Carlos Roberto Azzoni
- 2010-2014 - Reinaldo Guerreiro
- 2014-2018 - Adalberto Américo Fischmann
- 2018-2022 - Fabio Frezatti
- 2022-2026 - Maria Dolores Montoya Diaz

## Corpo docente[7]
A FEA USP tem um corpo docente composto por dezenas de professores e professoras doutores, associados e titulares distribuídos entre os três departamentos da faculdade. Diversos professores e professoras ocupam posições de destaque na vida pública brasileira.

## Professores Eméritos[8][9]
O Estatuto da Universidade de São Paulo, em seu artigo 93, define que as unidades poderão conceder o título de Professor Emérito a seus professores aposentados que se hajam distinguido por atividades didáticas e de pesquisa ou contribuído, de modo notável, para o progresso da Universidade.  
Segundo o Estatuto, a concessão do título de Professor Emérito dependerá de aprovação de dois terços, respectivamente, dos componentes do Conselho Universitário ou das Congregações. Abaixo, segue a lista de professores eméritos da FEA USP, notáveis em suas áreas de conhecimento. 
- Alice Piffer Canabrava
- Antonio Carlos Coelho Campino
- Antonio Delfim Netto
- Armando Catelli
- Atílio Amatuzzi
- Denisard Cneio de Oliveira Alves
- Diva Benevides Pinho
- Eduardo Pinheiro Gondim de Vasconcellos
- Eliseu Martins
- Jacques Marcovitch
- Juan Herstajn Moldau
- Lenita Corrêa Camargo
- Luiz de Freitas Bueno
- Milton Improta
- Ruy Aguiar da Silva Leme
- Sérgio Baptista Zacarelli
- Sérgio de Iudícibus

## Biblioteca[7]
O acervo do Serviço de Biblioteca e Documentação da FEA USP antecede a criação da unidade. Começou a ser constituído em 1942 com a finalidade de atender às necessidades dos servidores do Departamento de Serviço Público, alocado no Palácio do Governo do Estado de São Paulo. Em 1944 o serviço foi ampliado e passou a ser destinado aos demais servidores públicos, estudantes, professores, técnicos e ao público em geral.
Em 11 de fevereiro de 1946 esse acervo foi transferido para o Instituto de Administração da recém-fundada FEA USP, onde permaneceu até 1965, quando foi, definitivamente, incorporado ao Serviço de Biblioteca e Documentação. Investimentos contínuos nas décadas seguintes transformaram esse acervo em um dos maiores e mais valiosos do Brasil em sua área de atuação.
Após uma ampla reforma iniciada em 2010 as novas instalações da Biblioteca FEA USP foram oficialmente inauguradas em 02 de julho de 2014. Em sua área atual ampliada para 5.000 m² estão distribuídos o acervo de 203.000 itens, 2 auditórios (SAFRA e FUNCADI), 5 salas de estudo em grupo, equipadas com recursos multimídias, sala Design Lab criada com um proposta de ambiente inovador e colaborativo de ensino e aprendizagem, cerca de 250 lugares para estudo individual, sala para videoconferência e um espaço especial denominado “Sala Delfim Netto” destinada a abrigar os 200.000 itens do acervo pessoal por ele doado. Para além de uma Biblioteca, a FEAUSP possui um centro de estudos e pesquisas com instalações e recursos modernos e produtos e serviços voltados às necessidades de toda a comunidade acadêmica.

## Fundações
Criadas entre 1973 e 1980, a Fundação Instituto de Pesquisas Econômicas (FIPE), a Fundação Instituto de Pesquisas Contábeis, Atuariais e Financeiras (FIPECAFI) e a Fundação Instituto de Administração (FIA) são três instituições de direito privado geridas majoritariamente por professores da FEA USP e cuja finalidade estatutária formal é de servir de apoio à faculdade.
Se há pouco questionamento sobre o fato das três fundações colaborarem com o funcionamento e desenvolvimento da FEA USP, servindo como fonte de renda complementar para seus docentes, a existência das mesmas e sobretudo a sua presença na Cidade Universitária foram alvo de discórdia ao longo dos anos. Setores do Movimento Estudantil e do corpo docente acusam as fundações de fornecer cursos acadêmicos por conta própria e tornando-se financeiramente mais atrativas para os professores do que as atividades acadêmicas ordinárias da faculdade. Tal debate ganhou certa proeminência após FIA e FIPECAFI terem decidido abrir seus próprios cursos privados de Administração e Contabilidade, respectivamente.
O Fundo Patrimonial FEAUSP tem como objetivo o apoio e o desenvolvimento das atividades da FEA. Foi inspirado nos endowment funds das principais universidades estrangeiras. Considerado um mecanismo utilizado para dar sustentabilidade financeira a uma instituição de ensino. Os recursos captados não são consumidos diretamente, mas apenas a sua rentabilidade financeira. No caso da FEA, ficou estabelecido que o Fundo poderá consumir no máximo 90% da rentabilidade acumulada. Essa estratégia foi adotada para que ele possa crescer e prosperar de forma sustentável e trazer resultados por várias gerações.

## Associações
Fundada em 2006, a Amefea (Associação dos Amigos da Faculdade de Economia, Administração, Contabilidade e Atuária da USP) tem como principal objetivo reunir docentes, pesquisadores, pais de alunos, ex-alunos e simpatizantes para apoiar as atividades educacionais e culturais da faculdade, visando garantir a permanência estudantil de alunos de baixa renda.
Fundada em 2020, a Sempre FEA (Associação Endowment FEAUSP) busca causar impacto positivo de forma concreta na Comunidade FEAna e na sociedade. Através de um fundo patrimonial independente, financiar projetos que alavanquem o ensino, a pesquisa, a diversidade, a inovação e a formação de profissionais preparados para os desafios do futuro.

## Grupos estudantis e organizações
As entidades estudantis compõem uma parte importante da vida universitária na FEA USP. Para além das duas mais tradicionais, o Centro Acadêmico e a Associação Atlética, os estudantes da faculdade têm um cursinho popular, uma bateria universitária (Bateria S/A), uma empresa júnior (FEA Júnior USP), e outras organizações como o grupo Teatro FEA USP, o Coral FEA USP, o Clube Internacional, a Liga de Mercado Financeiro, o FEA Consulting Club, o Programa de Extensão de Serviços à Comunidade (PESC), Programa de Educação Tutorial (PET-Administração), o Laboratório de Empreendedorismo FEA USP (eLab), o FEA Social, a FEA Liberty e a FEA Pública.

#### Centro Acadêmico Visconde de Cairu (CAVC)
O Centro Acadêmico Visconde de Cairu (CAVC), fundado em 19 de junho de 1946, é a entidade máxima de representatividade dos estudantes da FEA USP. Trata-se da mais antiga entidade estudantil da faculdade.

#### Associação Atlética Acadêmica Visconde de Cairu (AAAVC)
A Associação Atlética Acadêmica Visconde de Cairu (AAAVC) é uma agremiação esportiva estudantil que coordena as atividades esportivas da FEA USP. Foi fundada em 1946 como Departamento de Desportos do Centro Acadêmico, tornando-se um órgão independente 10 anos mais tarde.
Durante a década de 1970 e início da década de 1980, se destacou na extinta competição Economíada, entre as principais faculdades de Economia e Administração do Estado. No início da década de 1990, foi uma das fundadoras da Economíadas Paulista, tendo vencido essa competição por diversas vezes desde então. Em 1996, foi convidada para participar da InterUSP. Adicionalmente, participa de outros campeonatos como BichUSP, Copa USP, Jogos da Liga, NDU (Novo Desporto Universitário), InterU, TUNA (Torneio Universitário de Atletismo), TUBS (Torneio Universitário da Baixada Santista), EcoSwim, Meeting Universitário de Natação, além de torneios organizados pela CBBSU (Confederação Brasileira de Beisebol e Softbol Universitário), pela Liga São Paulo de Beisebol, e pela Liga Nippo de Tênis de Mesa, entre outros.

#### FEA Júnior USP
A FEA Júnior USP é uma empresa júnior fundada em 1990 e que faz parte do Movimento Empresa Júnior (MEJ). Dentre as atividades da FEA Júnior USP, estão as consultorias de gestão para micro, pequenas e médias empresas, nas grandes áreas da administração: plano de negócios, marketing, finanças, gestão de processos, estratégia, pesquisa de mercado e recursos humanos. Assim como a realização de eventos para a comunidade acadêmica da Universidade de São Paulo e para o público exterior a ela, como a Space Career, maior feira de recrutamento business do Brasil. Referência no MEJ em Excelência em Gestão, a FEA Júnior USP recebeu diversos prêmios ao longo de sua história e é uma das empresas juniores com maior faturamento do Brasil.[carece de fontes?]

#### Cursinho FEA USP
O Cursinho FEA USP é um curso pré-vestibular voltado para pessoas de baixa renda. Administrado por alunos da FEA USP, o Cursinho atende mais de 400 alunos por ano, sem cobrar mensalidades. Foi fundado em 2000, com ajuda do Centro Acadêmico Visconde de Cairu, nos moldes de projetos semelhantes que existiam na Universidade de São Paulo.
O Processo Seletivo, para decidir quais serão os candidatos que irão ingressar no cursinho, é constituído de uma prova de conhecimentos gerais e uma entrevista sócio-econômica, realizada por alunos da FEA USP. A área encarregada da seleção é a espinha-dorsal do Cursinho FEA USP, uma vez que é responsável por selecionar os alunos com o perfil do cursinho.
A coordenação do projeto, que atualmente se estrutura em seis áreas, fica a cargo de alunos de graduação da FEA USP, que realizam uma extensão ao coordenar o projeto, embora não haja restrições quanto à entrada de pessoas de outras unidades da USP na entidade.

#### FEA Consulting Club
O Clube de consultoria da FEA realiza atividades para a preparação de alunos da FEZ USP para os processos seletivos das consultorias estratégicas. Fundado em 2007, conta com um alto número de aprovações de seus alunos. Além do tradicional grupo de estudos, desenvolve eventos, treinamentos e programa facilitador de estágio para membros, e outras atividades que auxiliam na aplicação do acadêmico-teórico no mercado de trabalho cada vez mais prático. Em 2018, o FCC obteve uma cadeira na diretoria da Liga Nacional dos Clubes de Consultoria.

#### Liga de Mercado Financeiro FEA USP
A Liga de Mercado Financeiro foi criada em 2007 por meio do esforço conjunto entre alunos da graduação - como fundadores e gestores - e instituições do mercado - como apoiadores e patrocinadores, além de professores e diretores da FEA USP. Como primeira entidade do gênero no Brasil, a Liga tem como objetivo principal de auxiliar a FEA USP a tornar-se referência em Finanças no mercado e na academia, capacitar os estudantes de faculdade a partir de atividades educacionais e de networking que  gerem oportunidades no mercado de trabalho.

#### Clube Internacional FEA USP
O Clube Internacional é uma organização de estudantes fundada em 2006 que visa auxiliar os intercambistas que a FEA recebe. Uma média de 60 a 70 alunos vem todo semestre estudar na FEA e visando integra-los social e culturalmente ao ambiente brasileiro o Clube Internacional promove atividades, passeios, viagens, tours e visitas por toda São Paulo, além disso aconselha os estudantes com todo tipo de informação necessária para sobreviver ao ambiente universitário da USP.

#### FEA Liberty
A FEA Liberty (em Português: FEA Livre) é um grupo de alunos e grupo de estudos de viés liberal/libertário filiado a USP Liberal. O grupo foi fundado em Abril de 2020 e conta com alunos de todos os quatro cursos da FEA, sendo composto, atualmente, por mais ou menos vinte alunos da faculdade, sendo alguns parte também da USP Liberal. Possui o objetivo de levar os ideais liberais e libertários a Faculdade, sendo este um grupo autônomo, não possuindo ligação com nenhuma outra entidade da faculdade, incluindo o Centro Acadêmico.

#### FEA Social USP
A FEA Social USP é uma organização estudantil fundada em 2014 e que busca debater e colaborar com o desenvolvimento social no Brasil. A entidade oferece gratuitamente serviços de consultoria para  Organizações da Sociedade Civil (ONGs) e de Incubação de Negócios Sociais. A entidade realiza, também, eventos e campanhas que incentivem a reflexão e diálogo acerca dos temas sociais na comunidade universitária e na sociedade em geral.

#### FEA Pública USP
A FEA Pública, fundada em 2016, é uma entidade estudantil com a missão promover um espaço de geração de conhecimento sobre o setor público, a fim de suprir uma necessidade da faculdade no que diz respeito a esse tema. Seus membros são envolvidos em projetos de consultoria para órgãos públicos, pesquisa sobre temas relativos ao setor e organização de campanhas informativas e eventos com profissionais e acadêmicos ligados à área.

#### Bateria S/A
A Bateria S/A é uma entidade composta por alunos e ex-alunos da FEA USP, com objetivo de promover a integração entre os ritmistas feanos, mantendo o espírito universitário através da alegria da batucada. Sua atuação vai desde os jogos universitários, onde é uma das principais responsáveis pela torcida, até apresentações musicais para públicos de 100 a 50.000 pessoas. Também participa anualmente do torneio Balatucada, criado em 2009 e disputado pelas principais baterias universitárias da cidade, sendo a maior campeã, com 6 títulos até o momento.

#### FEA Sports Business USP
A FEA Sports Business é uma organização estudantil formada por alunos da FEA USP com o objetivo de desenvolver os bastidores do Esporte Brasileiro. Suas atividade se concentram na realização de eventos que disseminem a temática, consultorias a clubes, federações e outras instituições ligadas ao esporte, e pesquisas para conectar a gestores esportivos e a academia.

#### FEA Finance USP
A FEA Finance USP é uma empresa júnior criada em 2017 para propiciar capacitação teórica e aprendizado prático em finanças de micro, pequenas e médias empresas. Sediada na FEA USP, a entidade também acolhe estudantes de outras unidades da Cidade Universitária.

#### eLab - Laboratório de Empreendedorismo FEA USP
Fundado em 2015, o eLab é uma entidade estudantil da FEA USP com a missão de contribuir para a formação de empreendedores e geração de novos negócios.

#### EPEP-USP - Estudos Políticos em Pauta
Inicialmente criada apenas para estudantes da FEA e depois expandida para toda a USP, a EPEP tem o objetivo de estimular o debate político na universidade.

#### FEA.dev
Entidade estudantil focada em estudo e disseminação de conhecimento de programação da FEA USP.

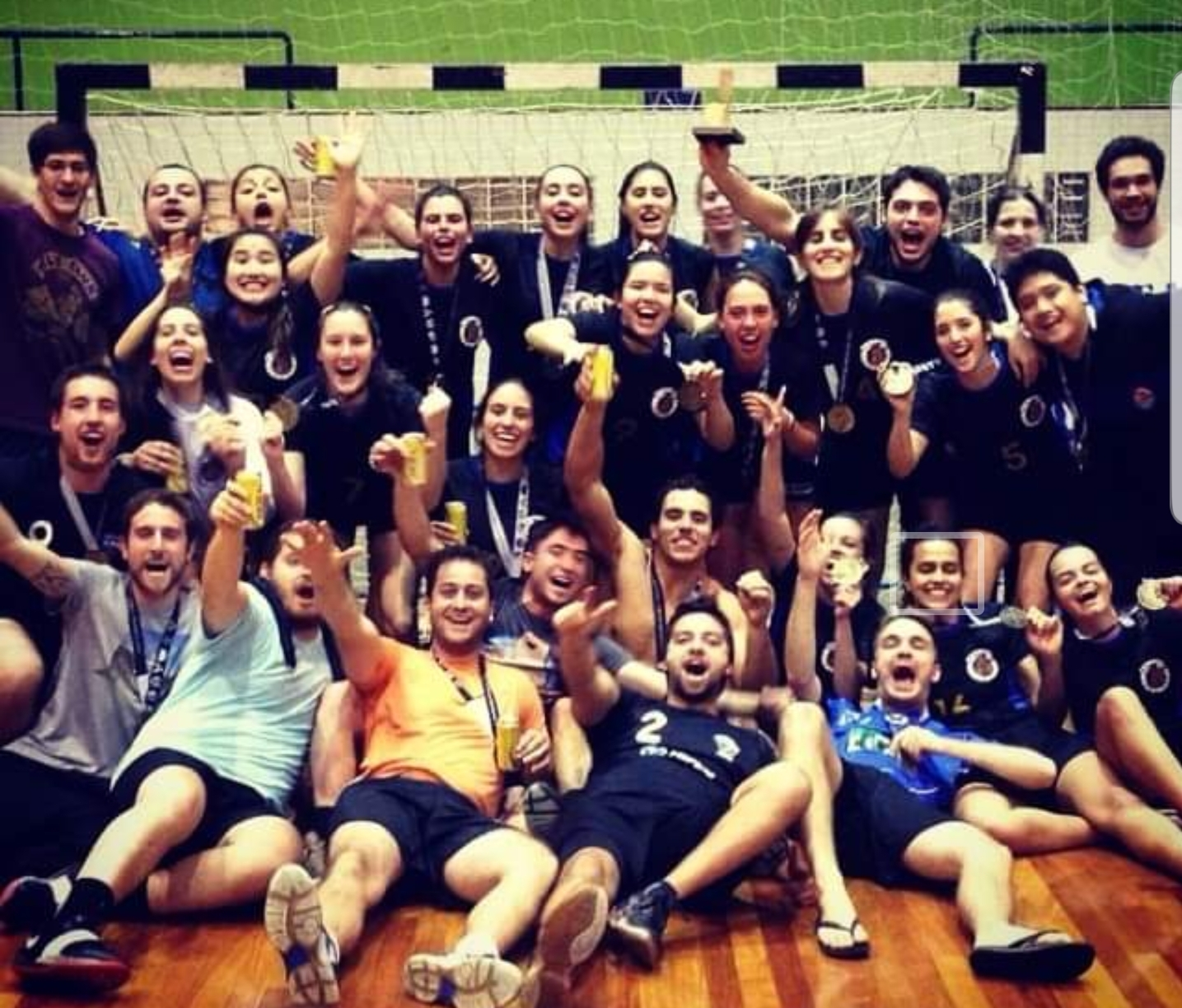

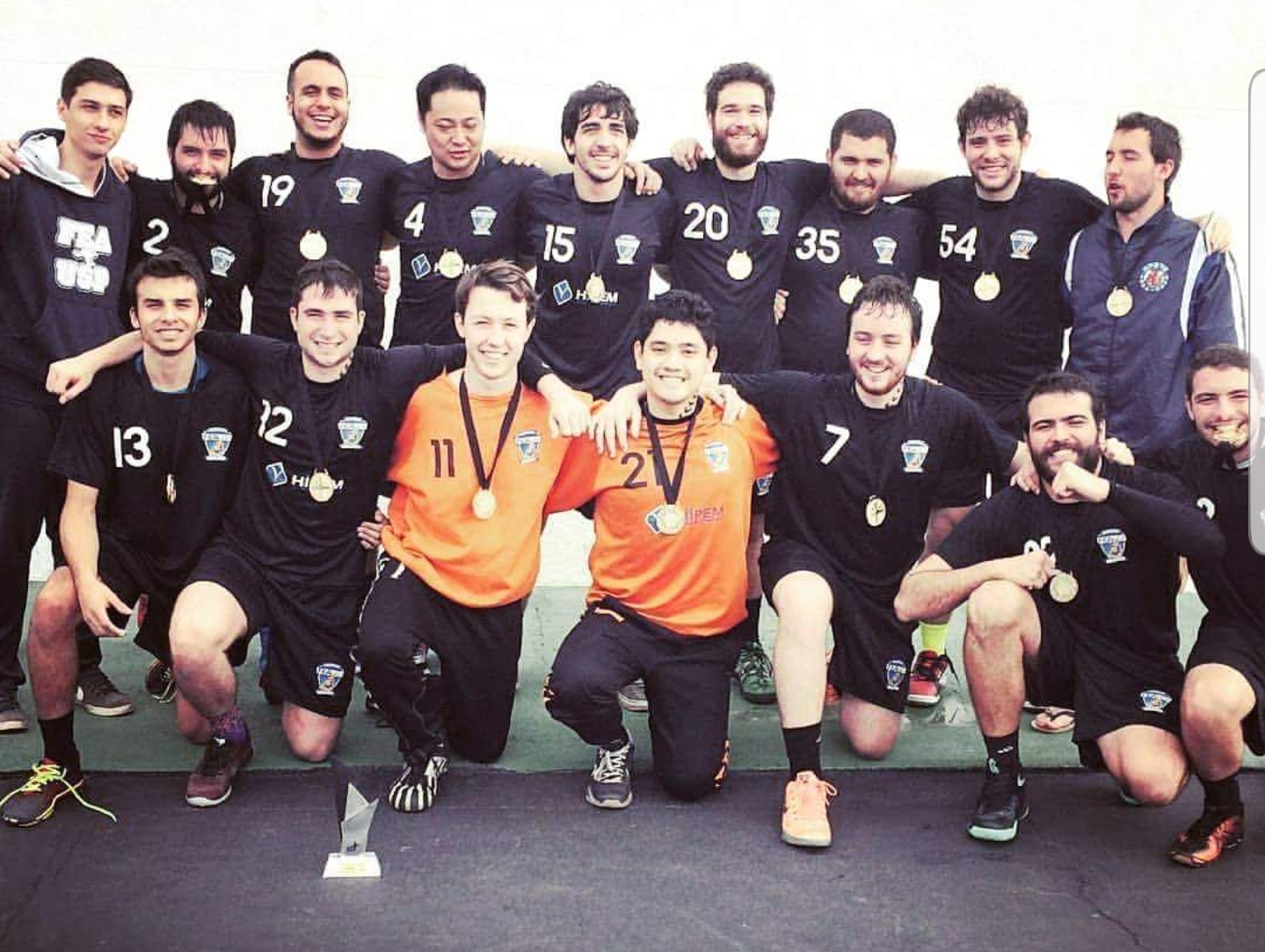

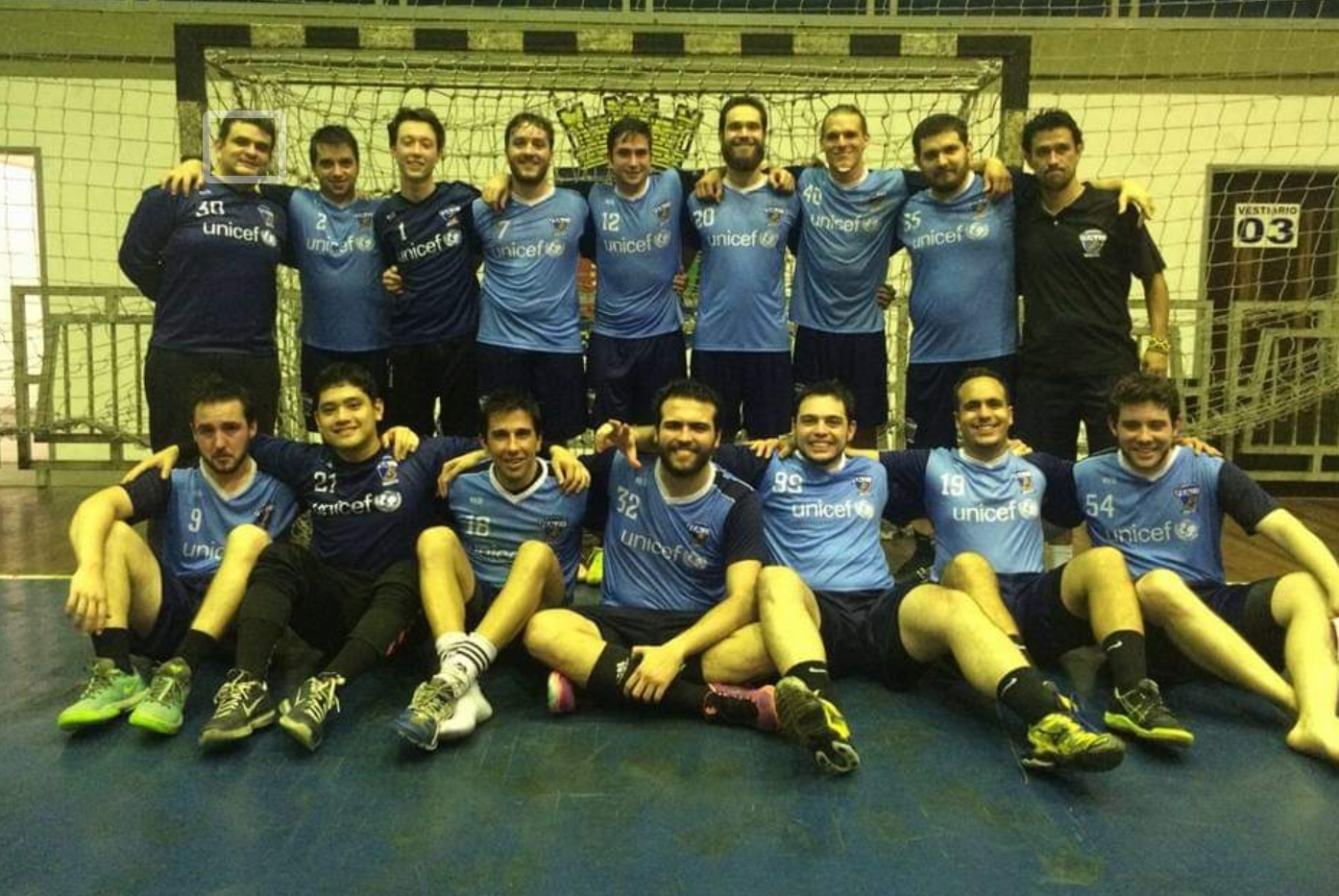

## Alumni
Ao longo de sua história, a FEA USP formou diversos quadros que viriam a ocupar posições de destaque, seja no setor público, seja no meio empresarial ou artístico. Vários de seus antigos alunos tornaram-se ministros de Estado, como Antônio Delfim Netto, Affonso Celso Pastore, Eduardo Pereira de Carvalho, João Sayad, Zélia Cardoso de Mello, Yeda Crusius, Pérsio Arida, Aloizio Mercadante, Guido Mantega e Abraham Weintraub. Os ministros Nelson Machado (Doutorado em Contabilidade), Luiz Carlos Bresser Pereira (Doutorado em Economia) e Fernando Haddad (Mestrado em Economia) foram estudantes de pós-graduação da faculdade. Além desse último, Miguel Colasuonno e Gilberto Kassab são outros dois antigos alunos da FEA USP que vieram a se tornar prefeitos da cidade de São Paulo.
Apesar de terem abandonado as carreiras nas quais se formaram, o navegador Amyr Klink e o fotógrafo Sebastião Salgado também estudaram na FEA USP.

### Alunos e alunas notáveis
- Abraham Weintraub (Graduação em Economia)
- Affonso Celso Pastore
- Amyr Klink (Graduação em Economia)
- Antônia Quintão (Pós-Doutorado)
- Ana Carla Abrão (Doutorado em Economia, 2004)
- Andson Braga de Aguiar (Doutorado em Contabilidade)
- Antonio Delfim Netto (1948-1953)
- Aloizio Mercadante Oliva (1973-1978)
- Bernard Appy (Graduação em Economia, 1985)
- Eduardo Pereira de Carvalho
- Eliseu Martins
- Fernando Haddad (Mestrado em Economia)
- Gilberto Kassab (1978-1984)
- Guido Mantega (1968-1973)
- Guilherme Leal (Graduação em Administração, 1974)
- Hélio dos Santos (Mestrado em Contabilidade e Doutorado em Administração)
- João Sayad (Graduação em Economia)
- Luiz Carlos Bresser-Pereira (Doutorado em Economia)
- Mansueto Almeida (Mestrado em Economia)
- Mara Jane Contrera Malacrida (Contabilidade)
- Marwa El Hage (Administração)
- Miguel Colassuono (1959-1964)
- Nelson Machado (Doutorado em Contabilidade)
- Patrícia Ellen (Graduação em Administração)
- Paulo Henrique Pinto Serra (Graduação em Economia)
- Paulo Roberto Bonfá (Graduação em Economia 1991-1996)
- Paul Singer
- Pérsio Arida (Graduação em Economia, 1975)
- Richard Rasmussen (Graduação em Economia)
- Sebastião Salgado (Mestrado em Economia)
- Sérgio de Iudícibus
- Yeda Crusius (Graduação em Economia)
- Zélia Cardoso de Mello